# Unione Sudafricana
L'Unione Sudafricana fu prima una colonia dell'Impero britannico (dal 1910 al 1931) e poi un dominion (fino al 1961) costituitosi il 31 maggio 1910 dalla fusione di quattro diverse colonie britanniche:
- la Colonia del Capo, compresa l'area di Walvis Bay, quest'ultima oggi parte della Namibia;
- la Colonia del Natal, già Repubblica di Natalia;
- la Colonia del Fiume Orange, già Stato Libero dell'Orange;
- la Colonia del Transvaal, già Repubblica del Transvaal (o Repubblica Sudafricana).

## Storia

Red Ensign dell'Unione Sudafricana dal 1912 al 1931

l'Union jack britannica fino al 1961 veniva affiancata alla bandiera dell'unione sudafricana

L'entità politica, corrispondente all'attuale Sudafrica, fu creata a seguito della seconda guerra boera. Nel 1909 il parlamento britannico aveva promulgato il South Africa Act che sanciva l'autonomia legislativa, esecutiva e giudiziaria di tale Unione. Nel 1919 la Società delle Nazioni affidò all'Unione Sudafricana nell'ambito dell'Impero britannico l'amministrazione dell'Africa Tedesca del Sud-Ovest.
A seguito del referendum del 5 ottobre 1960, nel quale i bianchi votarono in favore della repubblica, l'Unione Sudafricana divenne la Repubblica del Sudafrica il 31 maggio 1961 ed uscì dal Commonwealth a causa della sua politica di apartheid, condannata dagli altri stati aderenti a tale comunità. Con l'istituzione della repubblica il nuovo parlamento approvò una nuova Costituzione che abrogava il South Africa Act.
L'Unione rimase sotto la Corona Britannica, rappresentata in Sudafrica da un governatore generale, mentre il potere effettivo era esercitato dal Primo ministro. Louis Botha, in precedenza un generale boero, fu il primo ad essere nominato Primo Ministro dell'Unione, guidando una coalizione che rappresentava i bianchi Afrikaner e le comunità di lingua inglese.

## Descrizione
Contrariamente al Canada e all'Australia, l'Unione era uno Stato unitario, piuttosto che una vera e propria federazione, in cui ogni parlamento coloniale venne rimpiazzato con consigli provinciali. Esisteva un Parlamento bicamerale, consistente di una Camera dell'Assemblea e di un Senato, eletti dalla minoranza bianca della nazione.
A causa di disaccordi su quale dovesse essere la capitale dell'Unione, venne raggiunto un compromesso in base al quale la sede del governo sarebbe stata Pretoria, nel Transvaal, la sede del parlamento sarebbe stata Città del Capo, nella Provincia del Capo, e l'autorità giudiziaria sarebbe stata a Bloemfontein, nello Stato Libero di Orange. A Pietermaritzburg, la capitale del Natal, venne dato un indennizzo. Questo arrangiamento continua nel ventunesimo secolo, con i ministri del governo, i funzionari civili e i diplomatici che ogni anno si spostano da Pretoria a Città del Capo, quando il parlamento è in seduta.